# アッボス・コシモフ
アッボス・コシモフ（Abbos Kosimov ）は、ウズベキスタンのドイラ奏者。ドイラとはウズベキスタンを中心に演奏されている民族楽器で、タンバリンを大きくしたフレームドラムのような形状をしている。
タシュケントの音楽家一家の出身で、音楽学校へと通いドイラを学んだ。1988年に学校を卒業し、1998年には民族楽器の演奏グループ、アボス・グループを結成し国内で大ヒットとなった。2001年にウズベキスタンの独立10周年を記念した式典では、優れた演奏家としてメダルを授与された。
2005年からは、アメリカ合衆国へと活動の場を移し、世界各地でのツアーを行うようになった。2008年にはザキール・フセインとともにマスターズ・オブ・パーカッションの一員として来日公演を行った。